# Trần Gia Cường
Trần Gia Cường (sinh ngày 18 tháng 01 năm 1955) là nhạc sĩ, nhà điêu khắc và sĩ quan cấp cao của lực lượng Công an nhân dân Việt Nam. Ông mang quân hàm Thiếu tướng Công an nhân dân Việt Nam. Ông từng giữ chức vụ Cục trưởng Cục Đối ngoại, Bộ Công an (Việt Nam). Ông là sĩ quan chuyên ngành an ninh đầu tiên được kết nạp vào Hội Nhạc sĩ Việt Nam năm 2000.

## Tiểu sử
Năm 6 tuổi, Trần Gia Cường được tuyển vào lớp Piano hệ 11 năm tập trung đầu tiên của Trường Âm nhạc Việt Nam (nay là Học viện Âm nhạc Quốc gia Việt Nam).
Sau đó ông gia nhập lực lượng công an.
Tính đến năm 2012, Trần Gia Cường có tròn 40 năm tham gia lực lượng công an.
Ông từng học ở Trường Trung học Cảnh sát nhân dân, trường An ninh Miền Nam, rồi học tiếp lên Đại học An ninh.
Ông là sĩ quan chuyên ngành an ninh đầu tiên được kết nạp vào Hội Nhạc sĩ Việt Nam năm 2000.
Ngày 25 tháng 4 năm 2007, Đại tá Trần Gia Cường, Vụ trưởng Vụ Hợp tác Quốc tế, Bộ Công an Việt Nam, được Thủ tướng Nguyễn Tấn Dũng thăng cấp Thiếu tướng Công an nhân dân Việt Nam.
Năm 2013, Trần Gia Cường là Thiếu tướng, Vụ trưởng Vụ Hợp tác Quốc tế, Bộ Công an Việt Nam.

### Nhạc sĩ
Ông sáng tác khá nhiều tác phẩm. Có thể kể tên như:
1. "Bản tình ca mùa xuân"
2. "Chúng tôi là chiến sĩ Công an Việt Nam" (một trong 100 bài hát đi cùng năm tháng do Đài Tiếng nói Việt Nam chọn), tên lúc đầu là "Chúng tôi là chiến sĩ an ninh tiền phương", sau đó đổi thành "Chúng tôi là chiến sĩ an ninh Việt Nam", cuối cùng thành "Chúng tôi là chiến sĩ Công an Việt Nam"
3. "Bài ca người Cảnh sát giao thông"
4. "Những ngôi sao không bao giờ tắt"
5. "Nỗi nhớ Hà Nội"
6. "Nghe tiếng loa quê hương trong chiều biên giới"
7. "Hà Nội ngàn năm thành phố của tương lai"
8. "Những ngôi sao không bao giờ tắt"
9. "Những cánh sen thơm"
10. "Có một thời như thế"
11. "Thu Hà Nội" (Giải Vàng trong Hội diễn chuyên nghiệp toàn quốc năm 2005)
12. "Hà Nội mưa"
13. "Mùa thu"
14. "Những cánh diều trong phố"
15. "Trở lại dòng sông ngày ấy"
16. "Trầu cay"
17. "Cánh diều trong phố"

### Nhà điêu khắc
Ông tạc nhiều tác phẩm điêu khắc từ gốc cây và rễ cây, một số tác phẩm độc đáo gồm có "Thánh Gióng", "Khuất Nguyên", "Quan Công "Các Mác" "Sau ô cửa", "Khát vọng", "Thời gian", "Trống Tây Nguyên", "Vũ điệu Tây Nguyên".
Ông có triển lãm "Dị mộc" năm 2012.